# Birgitta Lundová
Birgitta Lundová (nepřechýleně Birgitta Lund; * 1964) je dánská fotografka.

## Publikace
- In Transit. [s.l.]: Actes Sud, 2005. 94 s. ISBN 9782742756162.

## Sbírky
- Národní knihovna Francie
- HSBC Foundation for Photography, Paříž, Francie
- Muzeum fotografického umění, Odense, Dánsko
- Center for Photography, Woodstock, Spojené státy americké

## Ceny a ocenění
- 2005, vítězka Prix HSBC pour la photographie.[1]
  - Oceněna byla za práci s názvem In Transit, osobní cestu ze Spojených států do Evropy a reprezentaci prostoru poznamenaného geopolitickými událostmi posledních let.
- 2006, 2007, The Danish Arts Council, Kodaň, Dánsko

### Ecterní odkazy
- Oficiální internetové stránky autorky